# Ascogaster gigas
Ascogaster gigas är en stekelart som beskrevs av Chen och Ji 2003. Ascogaster gigas ingår i släktet Ascogaster och familjen bracksteklar. Inga underarter finns listade.